# Alexei Georgijewitsch Postnikow
Alexei Georgijewitsch Postnikow (russisch Алексей Георгиевич Постников, englische Transkription Aleksei Georgievich Postnikov; * 12. Juni 1921 in Moskau; † 22. März 1995) war ein russischer Mathematiker, der sich mit Analytischer Zahlentheorie befasste.
Der Vater von Postnikow war ein hoher Wirtschaftsfunktionär, der 1938 verhaftet wurde und Opfer des Stalinschen Terrors wurde. Er studierte ab 1939 an der Lomonossow-Universität, unterbrochen vom Zweiten Weltkrieg, so dass der Abschluss erst 1946 erfolgte. 1949 wurde er an der Lomonossow-Universität bei Alexander Ossipowitsch Gelfond promoviert (Über die differenzielle Unabhängigkeit von Dirichlet-Reihen). Ab 1950 war er am Steklow-Institut in Moskau in der Abteilung Zahlentheorie, geleitet von Iwan Matwejewitsch Winogradow, der einen großen Einfluss auf Postnikow ausübte, ebenso wie die Leningrader Schule der Zahlentheorie unter Juri Linnik. 1955 fand er die Postnikov-Formel, die die Abschätzung von Summen von Dirichlet-Charakteren auf die trigonometrischer Summen zurückführte. Das war auch Thema der Habilitation (russischer Doktortitel) 1956 (Untersuchung der Methode von Winogradow für trigonometrische Summen, russisch). Er war später leitender Wissenschaftler am Steklow-Institut.
Er befasste sich auch mit Wahrscheinlichkeitstheorie und in der Analysis mit Sätzen vom Tauber-Typ.
1966 hielt er zusammen mit Winogradow einen Plenarvortrag auf dem ICM in Moskau (Recent developments in Analytic Number Theory).

## Schriften
- Introduction to Analytic Number Theory, American Mathematical Society, Translation of Mathematical Monographs 68, 1988 (zuerst russisch bei Nauka in Moskau 1971)
- Arithmetical modelling of random processes, Trudy Mat. Inst. Steklov 1960 (russisch)
- Ergodic aspects of the theory of congruences and of the theory of Diophantine approximations, Trudy Mat. Inst. Steklov 1966 (russisch), engl. Übers. Proc. Steklov Inst. Math. 1967
- Tauberian theory and its applications, Trudy Mat. Inst. Steklow 142, 1979, engl. Übers. Proc. Steklov Inst. Math. 1980